# 韦斯滕塞
韦斯滕塞是德国石勒苏益格－荷尔斯泰因州的一个市镇。总面积36.91平方公里，总人口1559人，其中男性751人，女性808人（2011年12月31日），人口密度42人/平方公里。